# Chwoszczewik
Chwoszczewik (ros. Хвощевик) – wieś w Rosji, w rejonie czerepowieckim obwodu wołogodzkiego. W 2010 liczyła 14 mieszkańców.